# Триллер. Часть 1
«Триллер. Часть 1» — девятый студийный альбом российской рок-группы «Агата Кристи», записанный в феврале — марте 2004 года, после трёхлетнего творческого кризиса, связанного со смертью клавишника и сооснователя  группы Александра Козлова.

## Об альбоме
Идея альбома возникла ещё в начале 2001 года. Изначально планировалось выпустить две части «Триллера» как два отдельных альбома, которые бы имели общую концепцию, на манер «Майн Кайф?», и разделяли бы её между собой. Со смертью Козлова братья Самойловы долго не решались выпустить альбом, хотя бы потому, что финальный продукт так и остался непродуманным. В память о Козлове группа сохранила приписку «Часть 1» в названии. Тем не менее, музыканты однозначно не утверждали, что вторая часть никогда не выйдет.
Концерт-презентация альбома состоялся в Екатеринбурге за несколько дней до того, как альбом официально поступил в продажу.
Критики отмечают сходство альбома с «Опиумом». Почти все песни авторства Глеба Самойлова. Известность приобрели «В интересах революции» и «Триллер»; обе песни возглавляли хит-парад «Чартова дюжина». На «Триллер» снят видеоклип, который по сюжету является продолжением клипа на песню «Моряк» из альбома «Ураган». Также в 2005 году был снят видеоклип на песню «Весёлый мир», завершающий трилогию о моряке. Во всех трёх клипах снималась литовская модель Рената Микайлёните, в «Триллере» компанию ей составил актёр и телеведущий Григорий Шевчук, а в «Моряке» и «Весёлом мире» можно увидеть актёров комик-театра «Квартет И».
Данный альбом от предыдущих работ группы отличает более тяжёлое звучание, использование непривычно значительного для группы количества тяжёлых гитар.
В 2008 году в честь своего 20-летия группа выпустила полное коллекционное переиздание своих альбомов на CD, включая этот. Был проведён «ремастеринг» аудиозаписи и редизайн «Студией Артемия Лебедева».
В 2014 году в честь 25-летия группы компания «Бомба-мьюзик» выпустила «Полное собрание сочинений» в нескольких томах, тем самым переиздав ограниченным тиражом всю дискографию группы, включая этот альбом. Производство дисков велось в Германии. Альбомы были напечатаны на 180-граммовом виниле чёрного цвета.

## Список композиций
| Трек | Название              | Длительность | Композитор                    | Текст                         |
| ---- | --------------------- | ------------ | ----------------------------- | ----------------------------- |
| 1    | Кто украл мою звезду  | 4:54         | Глеб Самойлов                 | Глеб Самойлов                 |
| 2    | Немного земли         | 3:31         | Глеб Самойлов                 | Глеб Самойлов                 |
| 3    | В интересах революции | 2:39         | Вадим Самойлов, Глеб Самойлов | Глеб Самойлов                 |
| 4    | Триллер               | 3:37         | Глеб Самойлов                 | Глеб Самойлов                 |
| 5    | Любовь идёт на дело   | 3:42         | Глеб Самойлов                 | Глеб Самойлов                 |
| 6    | Kill love             | 3:10         | Глеб Самойлов                 | Глеб Самойлов                 |
| 7    | Днём и ночью          | 3:31         | Глеб Самойлов                 | Глеб Самойлов                 |
| 8    | Садо-мазо             | 2:34         | Глеб Самойлов                 | Глеб Самойлов                 |
| 9    | Порвали мечту         | 3:17         | Глеб Самойлов                 | Глеб Самойлов                 |
| 10   | Пока-пока             | 3:17         | Вадим Самойлов                | Вадим Самойлов, Глеб Самойлов |
| 11   | Звездочёт             | 3:59         | Глеб Самойлов                 | Глеб Самойлов                 |

### Бонусы переиздания 2008 года
| Трек  | Название                                    | Длительность |
| ----- | ------------------------------------------- | ------------ |
| 12    | Весёлый мир                                 | 2:40         |
| 13    | Звездочёт (Depressive Robot Version 2006)   | 7:47         |
| Видео | Триллер (Видеоклип, реж. А. Лукашевич)      | 3:43         |
| Видео | Весёлый Мир (Видеоклип, реж. А.. Лукашевич) | 2:39         |

## Песни
- Кто украл мою звезду

Первоначальный вариант песни называется «Я тебя не знаю» и содержит другой припев. В этом варианте песня, в частности, исполнялась на юбилейном вечере Глеба Самойлова в 2000 году.
Песня установила своеобразный рекорд на «Нашем радио»: стартовала в хит-параде радио сразу с первого места.
- В интересах революции

Песня была первым радиосинглом с альбома и прозвучала на «Нашем радио» в рамках «революционного уик-энда» вместе с новой песней «Революция» от группы «Би-2».
Редкая песня группы, которая исполняется обоими братьями. Вадим высказывался о хорошем качестве этой песни и ее актуальности.
- Триллер

Песня «Триллер» стала первой песней в истории «Чартовой дюжины», получившей призовые места сразу в двух итоговых хит-парадах года: 10 место в 2004 году и 4 место в 2005. Впоследствии это достижение повторили композиции «Воспоминания о былой любви» («НАИВ», кавер-версия песни группы «Король и Шут», 2007 и 2008 годы), «Дагон» («Король и Шут», 2008 и 2009 годы), «Письмо» (Максим Леонидов, 2009 и 2010), «Виски» («Би-2» и Джон Грант, 2017 и 2018 годы), «В руках великана» (Пикник, 2019 и 2020 годы),  «Неторопливая любовь» (Ночные снайперы, 2020 и 2021 годы) «Сигнал в пустоте» («Louna», 2020 и 2021 годы).
- Любовь идёт на дело

Демо-версия песни была выложена на сайте группы ещё в 2002 году и отличалась от окончательной версии более лёгкой и электронной аранжировкой.
- Порвали мечту

После распада «Агаты Кристи» эта песня, единственная из всего творческого наследия группы, по обоюдному соглашению между братьями Самойловыми вошла в репертуар группы Глеба Самойлова The Matrixx.

Под эту песню плакал Илья Кормильцев, мой друг. Он мне специально звонил, когда я лежал в больнице и говорил: «Я плачу под песню „Порвали мечту“».— Глеб Самойлов
Вокруг этой песни произошёл конфликт, Вадим не хотел включать её в альбом, но Глебу удалось настоять на своём. После смерти Ильи Кормильцева Глеб посвятил эту песню его памяти. После распада группы «Порвали мечту» стала единственной, право исполнять которую в The Matrixx Глеб оставил за собой (хотя впоследствии, после конфликта по поводу авторских прав, группа начала исполнять и другие написанные Глебом песни «Агаты Кристи»).
- Весёлый мир

Песня была написана специально для спектакля театра «Квартет И» «Быстрее, чем кролики». Была включена в переизданный альбом в качестве бонуса.
- Песни, не вошедшие в альбом

В 2013 году в Интернете появились демо-версии двух неизвестных ранее песен Глеба Самойлова под названиями «Я — шпион» и «Мальчик золотой», записанных в 2002 году.

## Участники записи
- Вадим Самойлов — вокал, ритм- и акустическая гитары, бас-гитара, клавишные, аранжировки ударных, запись
- Глеб Самойлов — вокал, бас-гитара, гитары, клавишные, аранжировки ударных, автор

Часто в песнях Вадим и Глеб поют текст как по очереди, так и совместно, создавая эффект многоголосия.

## Технический персонал
- Звукорежиссёр — Вадим Самойлов
- Записано в студии группы «Агата Кристи» февраль-октябрь 2004 года
- Компьютерный дизайн — Екатерина Кислова
- Ремастеринг — Sunny Swan, 2007 г.
- Редизайн — «Студией Артемия Лебедева», 2007 г.